# 四大名著

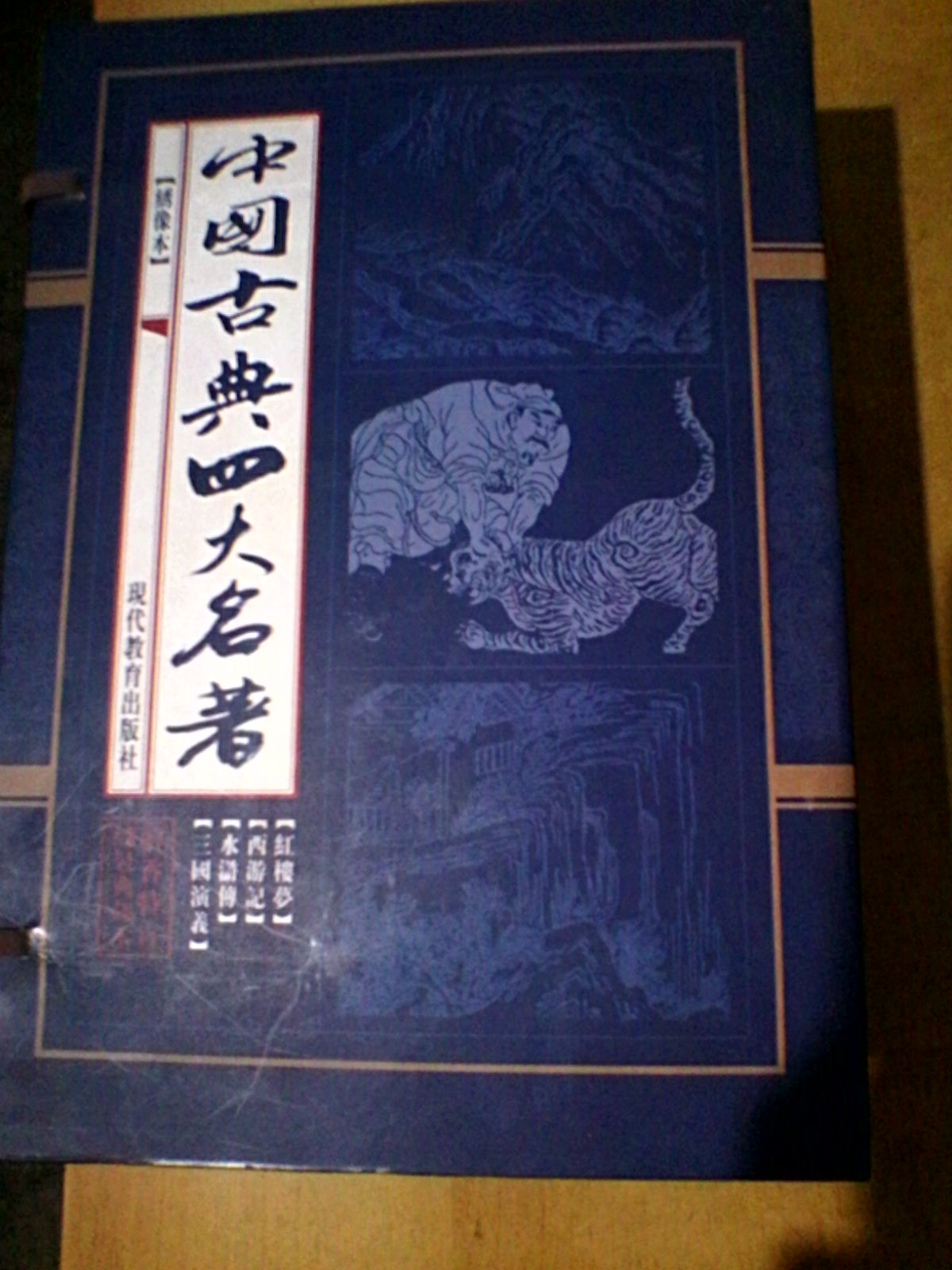
中国古典四大名著。

四大名著，又稱四大小說名著，指中國文學史上四部具代表性的章回小說，包括《三國演義》、《水滸傳》、《西遊記》與《金瓶梅》。此稱謂源於明代「四大奇書」之說，原指《三國演義》、《水滸傳》、《西遊記》及《金瓶梅》。據學術研究記載，清代以降因《紅樓夢》文學地位提升，逐漸取代《金瓶梅》形成現今通行之「四大名著」說法。此四部作品在中國文學史與文化影響力方面均獲廣泛認可，相關研究著作及改編作品數量龐大。

## 簡介
李漁引用明朝馮夢龍所言，有“四大奇書”的说法（《三國演義》《金瓶梅》《西遊記》《水滸傳》）。
中華人民共和國建立後，人民文學出版社以《红楼梦》取代《金瓶梅》，在1952至1954年间先后出版四本小说的点校本（1957年，人民文学出版社曾内部发行2000册未删版「部长本」《金瓶梅》）。文化大革命期间，这四本小说为中国少数可公开发行的文学作品，至80年代初，「四大名著」名称在中国流行开来。

## 改编影视剧
- 中国中央电视台
  - 《红楼梦》（1987年）
  - 《西游记》（1988年）
  - 《三国演义》（1994年）
  - 《水浒传》（1998年）
  - 《西游记续集》（2000年）
- 中国大陆其他电视剧
  - 《水浒》（1983年）
  - 《諸葛亮》（1985年）
  - 《關公》（1993年）
  - 《西游记后传》（2000年）
  - 《三国》（2010年）
  - 《红楼梦》（2010年）
  - 《西游记》（2010年）
  - 《西游记》（2011年）
  - 《水浒传》（2011年）
- 香港无线电视台
  - 《西游记（壹）》（1996年）
  - 《西遊記（貳）》（1998年）
  - 《齐天大圣孙悟空》（2002年）
- 台湾中华电视公司
  - 《西游记》（1989年）
  - 《红楼梦》（1996年）
  - 《三国英雄传之關公》（1996年）
- 日本电视台
  - 《水浒传》（1973年）
  - 《西游记》（1978年）
  - 《三国志I》（1985年）
  - 《三国志II飞翔的英雄们》（1986年）
- 电影
  - 《大闹天宫》（1961年）
  - 《红楼梦》（1962年）
  - 《水浒传》（1972年）
  - 《金玉良缘红楼梦》（1977年）
  - 《红楼梦》（1989年）
  - 《三国志：关公》（1989年）
  - 《赤壁》（2008年）
  - 《西游记之大圣归来》（2015年）
  - 《西游记之大闹天宫》（2014年）
  - 《西游记之孙悟空三打白骨精》（2016年）
  - 《西游记之女儿国》（2018年）

## 改编游戏
- 街机游戏
  - 《三国战纪》
  - 《水滸演武（日语：水滸演武）》
  - 《西游释厄传》
- 电脑游戏
  - 《三国志》系列
  - 《真·三國無雙》系列
  - 《真·三国无双 起源》
  - 《三国群英传》系列
  - 《傲世三国》
  - 《全面战争：三国》
  - 《梦幻西游》
  - 《黑神话：悟空》